# Tommy Czeschin
Tommy Czeschin (* 15. Juni 1979 in Mammoth Lakes) ist ein ehemaliger US-amerikanischer Snowboarder. Er startete in der Disziplin Halfpipe.

## Werdegang
Czeschin nahm im Februar 1995 am Mount Bachelor erstmals am Snowboard-Weltcup der FIS teil, wobei er die Plätze sechs und fünf errang und zum Saisonende den achten Platz im Halfpipe-Weltcup belegte. In der Saison 1995/96 wurde er mit zwei Top-Zehn-Platzierungen Zehnter im Halfpipe-Weltcup und kam bei den Snowboard-Weltmeisterschaften 1996 in Lienz auf den 15. Platz. Im folgenden Jahr erreichte er mit Platz drei in Olang seine erste Podestplatzierung im Weltcup und bei den Juniorenweltmeisterschaften 1997 in Corno alle Scale den achten Platz. Zu Beginn der Saison 1998/99 holte er in Tandådalen seinen ersten Weltcupsieg. Im weiteren Saisonverlauf kam er einmal auf den dritten Platz sowie viermal auf den zweiten Platz und erreichte damit den achten Platz im Gesamtweltcup sowie den zweiten Rang im Halfpipe-Weltcup. Beim Saisonhöhepunkt, den Snowboard-Weltmeisterschaften 1999 in Berchtesgaden, wurde er Sechster. Zudem errang er im März 1999 bei den Burton US Open den dritten Platz. In der Saison 1999/2000 gewann er die Weltcups in Tandådalen sowie in Park City und errang damit den achten Platz im Halfpipe-Weltcup. Nach Platz 31 in Whistler und Rang 11 am Kronplatz, wurde er bei den Snowboard-Weltmeisterschaften 2001 in Madonna di Campiglio Elfter. Es folgte Platz zwei in Sapporo sowie in Asahikawa sein vierter Weltcupsieg und kam damit auf den sechsten Platz im Halfpipe-Weltcup. In der Saison 2001/02 siegte er in Whistler und errang den 20. Platz im Halfpipe-Weltcup. Bei seiner einzigen Teilnahme an Olympischen Winterspielen in Salt Lake City belegte er den sechsten Platz. Zudem wurde er beim U.S. Snowboarding Grand Prix am Mount Bachelor Dritter und siegte in Breckenridge.
In der Saison 2002/03 kam Czeschin mit Platz 25 in Whistler sowie den Plätzen drei und zwei in Sapporo auf den 12. Platz im Halfpipe-Weltcup. Beim Saisonhöhepunkt, den Snowboard-Weltmeisterschaften 2003 am Kreischberg, errang er den 18. Platz. Im folgenden Jahr wurde er bei den Winter-X-Games 2004 in Aspen Sechster. In der Saison 2004/05 triumphierte er beim U.S. Snowboarding Grand Prix in Breckenridge und kam bei den Winter-X-Games 2005 erneut auf den sechsten Platz. Zudem belegte er bei den Snowboard-Weltmeisterschaften 2005 in Whistler den 15. Platz. In der folgenden Saison holte er in Lake Placid seinen sechsten und damit letzten Weltcupsieg und kam bei den Winter-X-Games 2006 auf den 14. Platz. Nach Platz neun beim Weltcup in Saas-Fee zu Beginn der Saison 2006/07, errang er bei den Snowboard-Weltmeisterschaften 2007 in Arosa den 13. Platz. Bei den nachfolgenden Winter-X-Games 2007 wurde er Achter. Zudem siegte er beim U.S. Snowboarding Grand Prix in Tamarack und belegte am Mount Bachelor den dritten Platz. Im März 2007 erreichte er mit Platz zwei in Lake Placid seine letzte Podestplatzierung im Weltcup. In der Saison 2007/08 belegte er bei den Winter-X-Games 2008 den 14. Platz und absolvierte im Stoneham seinen 49. und damit letzten Weltcup, welchen er auf dem neunten Platz beendete.

## Teilnahmen an Weltmeisterschaften und Olympischen Winterspielen

### Olympische Spiele
- 2002 Salt Lake City: 6. Platz Halfpipe

### Weltmeisterschaften
- 1996 Lienz: 15. Platz Halfpipe
- 1999 Berchtesgaden: 6. Platz Halfpipe
- 2001 Madonna di Campiglio: 11. Platz Halfpipe
- 2003 Kreischberg: 18. Platz Halfpipe
- 2005 Whistler: 15. Platz Halfpipe
- 2007 Arosa: 13. Platz Halfpipe

## Weltcupsiege und Weltcup-Gesamtplatzierungen

### Weltcupsiege
| Nr. | Datum             | Ort         | Disziplin |
| --- | ----------------- | ----------- | --------- |
| 1.  | 23. November 1998 | Tandådalen  | Halfpipe  |
| 2.  | 29. Januar 2000   | Tandådalen  | Halfpipe  |
| 3.  | 4. März 2000      | Park City   | Halfpipe  |
| 4.  | 25. Februar 2001  | Asahikawa   | Halfpipe  |
| 5.  | 7. Dezember 2001  | Whistler    | Halfpipe  |
| 6.  | 11. März 2006     | Lake Placid | Halfpipe  |

### Weltcup-Gesamtplatzierungen
| Saison    | Gesamt | Gesamt | Halfpipe | Halfpipe |
| Saison    | Punkte | Platz  | Punkte   | Platz    |
| --------- | ------ | ------ | -------- | -------- |
| 1994/95   | -      | -      | 1140     | 8.       |
| 1995/96   | -      | -      | 1720     | 10.      |
| 1996/97   | 123    | 81.    | 740      | 25.      |
| 1998/99   | 708    | 8.     | 5660     | 2.       |
| 1999/2000 | 299    | 35.    | 3290     | 8.       |
| 2000/01   | 230    | 40.    | 2068     | 6.       |
| 2001/02   | -      | -      | 1000     | 20.      |
| 2002/03   | -      | -      | 1460     | 12.      |
| 2003/04   | -      | -      | 1000     | 22.      |
| 2004/05   | -      | -      | 200      | 47.      |
| 2005/06   | 1159   | 80.    | 1159     | 24.      |
| 2006/07   | 1090   | 59.    | 1090     | 19.      |
| 2007/08   | 880    | 100.   | 880      | 23.      |